# Det vilda gänget
Det vilda gänget (originaltitel: The Wild Bunch) är en amerikansk västernfilm som hade premiär 1969 och regisserades av Sam Peckinpah. Peckinpah skrev även manus tillsammans med Walon Green. Filmen blev uppmärksammad för sina mycket våldsamma och blodiga scener, ofta filmade i slowmotion. 1999 togs filmen upp i amerikanska Library of Congress National Film Registry som bevarar kulturellt viktiga filmer, musikverk och liknande.

## Handling
Året är 1913, i brytningstiden mellan det gamla och nya Förenta staterna. Ett gäng ärrade brottslingar ledda av Pike Bishop ämnar pensionera sig med en sista stöt mot en järnvägsstation som fått in ett parti silver. De attackeras dock av ett annat gäng lett av Pikes tidigare partner Deke Thornton, som frigetts mot att han hjälper till att ta fast sin forna partner som han också blev förrådd av. Efter en blodig eldstrid i staden där flera oskyldiga som deltagit i en demonstration faller offer flyr Pike med sina få överlevande män Dutch, mexikanaren Angel, och bröderna Gorch mot Mexiko. På vägen plockar de upp den gamle bekantskapen Freddie Sykes.
De korsar Rio Grande och kommer till Angels gamla hemby där den korrupte general Mapache med tyska rådgivare styr. Efter att Angel förargat generalen åtar sig Pike att hjälpa honom stjäla en amerikansk tåglast med vapen mot guld i betalning. Kuppen går som planerat men Angel smugglade dock undan vapen åt en gerillagrupp, vilket leder till att han tillfångatas och torteras av Mapaches män. Gänget återvänder för att få tillbaka Angel, men allt urartar i en våldsam strid mellan gänget, som tar kontroll över en kulspruta, och Mapaches män där de flesta dukar under. Deke kommer snart till platsen bara för att hitta sin forna kompanjon död. Freddie Sykes, den ende i gänget som inte var på platsen och klarat sig kommer ridande med mexikanska rebeller och undrar om Deke vill komma med och kämpa i revolutionen. Deke rider iväg med honom.

## Rollista
- William Holden - Pike Bishop
- Ernest Borgnine - Dutch Engstrom
- Robert Ryan - Deke Thornton
- Edmond O'Brien - Freddie Sykes
- Jaime Sánchez - Angel
- Warren Oates - Lyle Gorch
- Ben Johnson - Tector Gorch

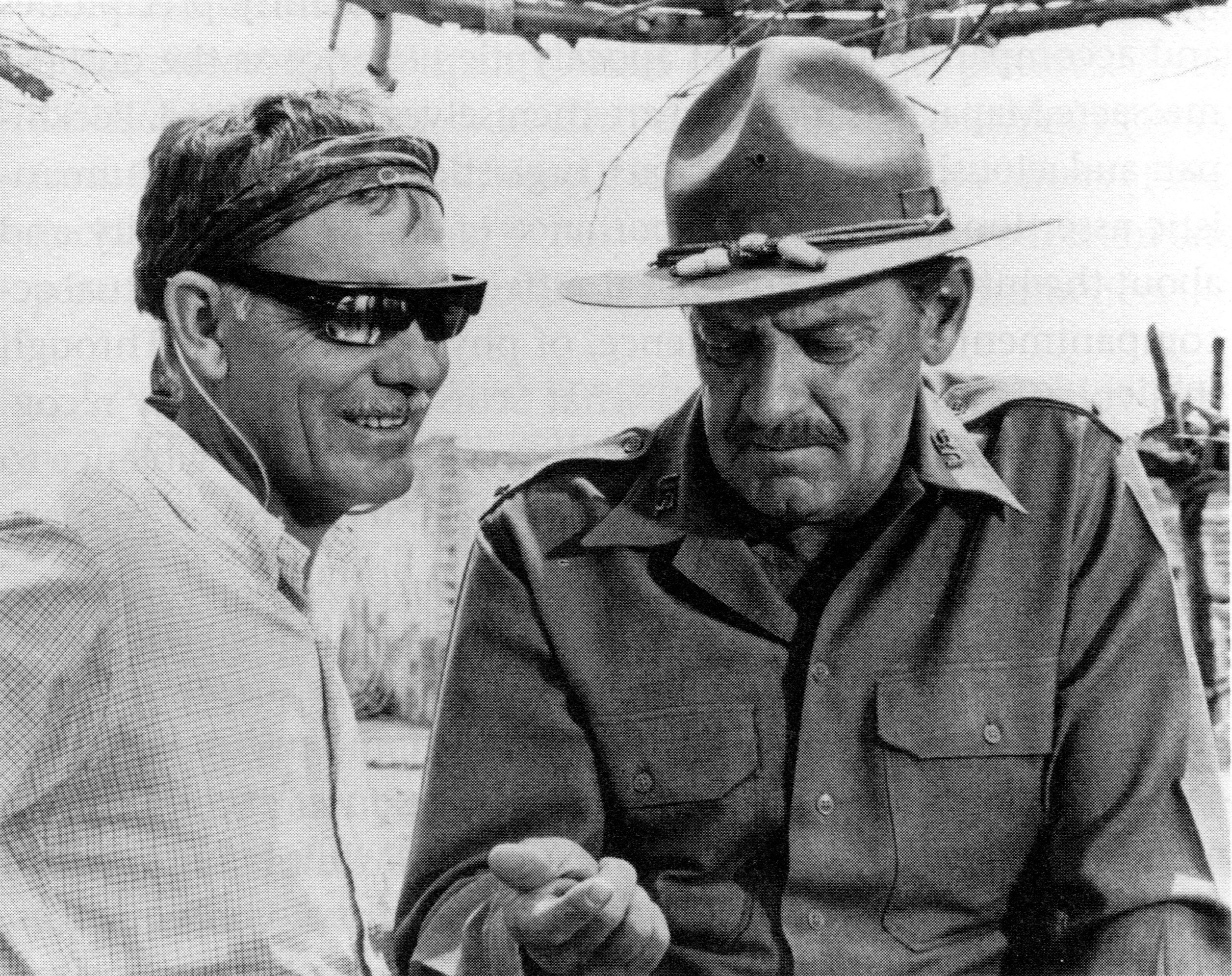
Sam Peckinpah och William Holden.

- Emilio Fernández - Mapache, korrupt mexikansk general
- Strother Martin - Coffer
- L. Q. Jones - TC
- Albert Dekker - Pat Harrigan
- Bo Hopkins - Crazy Lee
- Fernando Wagner - Mohr, tysk militär rådgivare